# HK Nitra
A HK Nitra egy szlovák jégkorongcsapat a szlovákiai Nyitrán. A csapat a szlovák Tipsport liga nyugati konferenciájában játszik. A klubot 1925-ben alapították, két alkalommal nyerte meg az első osztályú bajnokságot, így megszerezve a Szlovák bajnok címet, a 2015-16-os és 2023-24-es szezonban. 1934-ben elnyerték a Tátra-kupát. A csapat beceneve Corgoni, ami a város mítikus alakjára, Corgoň-ra utal.

## Története
A csapatot 1925-ben alapították.
A 2015-16-os szezonban a döntőben a HC ’05 iClinic Banská Bystrica csapatát 4-2-es arányban legyőzve lett a klub történetében először bajnok a Nyitra csapata az első osztályban.
A 2020-21-es Tipsport Kaufland Cupot a csapat megnyerte, a HK Popradot legyőzve a döntőben 5-3-as eredménnyel.
A 2022-23-as Kontinentális Kupát rendezőként Nyitrán játszották, aminek a döntőjét a csapat meg is nyerte.
A 2023-24-es szezonban a döntőben a HK Spišská Nová Ves csapatát 4-0-ás arányban legyőzve nyerte meg a szlovák bajnokságot.

### Korábban használt nevek
- 1925 – AC Nitra
- 1977 – Plastika Nitra
- 1985 – MHC Plastika Nitra
- 1990 – AC/HC Nitra
- 1997 – MHC Nitra
- 2003 – HKm Nitra
- 2005 – HKm Dynamax Nitra
- 2005 – HK Dynamax Nitra
- 2006 – HK Dynamax - Oil Nitra
- 2007 – HK Ardo Nitra
- 2009 – HC K´CERO Nitra
- 2010 – HK Nitra

## Helyezések

### Csehszlovákia
Csehszlovák Extraliga - 1 szezon
- 13. hely: 1990/91

1. slovenská národná hokejová liga - 21 szezon
- 1. hely: 1983/84, 1986/87, 1987/88, 1991/92, 1992/93
- 2. hely: 1978/79, 1982/83, 1988/89, 1989/90
- 3. hely: 1979/80, 1980/81
- 4. hely: 1981/82
- 6. hely: 1985/86
- 7. hely: 1976/77, 1977/78
- 8. hely: 1964/65, 1966/67, 1968/69, 1975/76
- 9. hely: 1984/85
- 12. hely: 1973/74

2. slovenská národná hokejová liga - 8 szezon
- 1. hely: 1963/64, 1965/66, 1967/68, 1972/73, 1974/75
- 2. hely: 1971/72
- 3. hely: 1969/70, 1970/71

### Szlovákia
Szlovák Extraliga - 28 szezon
- 1. hely: 2015/16, 2023/24
- 2. hely: 2013/14, 2016/17, 2018/19, 2021/22
- 3. hely: 2005/06, 2012/13, 2014/15, 2017/18
- 4. hely: 2009/10
- 5. hely: 1993/94, 2004/05, 2020/2021
- 6. hely: 1995/96
- 7. hely: 2006/07
- 8. hely: 2010/11, 2019/20, 2022/2023
- 9. hely: 1994/95, 1996/97, 1997/98, 2003/04
- 10. hely:  2001/02, 2007/08, 2008/09, 2011/12
- 12. hely: 1998/99

1. hokejová liga  - 3 szezon
- 1. hely: 2002/03
- 2. hely: 2000/01
- 6. hely: 1999/00

## Kontinentális Kupa
| Csapat   | Szezon  | Csoportkör        | Végső forduló |
| -------- | ------- | ----------------- | ------------- |
| HK Nitra | 2022–23 | F csoport 1. hely | Kupagyőztes   |

## Bajnokok ligája
| Csapat   | Szezon    | Alapszakasz        | Rájátszás                                                 | LM | Gy | Gy.h. | V.h. | V. | L.G. | K.G. | GK. | P |
| -------- | --------- | ------------------ | --------------------------------------------------------- | -- | -- | ----- | ---- | -- | ---- | ---- | --- | - |
| HK Nitra | 2015–2016 | Csoportkör 3. hely | Nem jutott be                                             | 4  | 0  | 0     | 1    | 3  | 4    | 18   | -14 | 1 |
| HK Nitra | 2016–2017 | Csoportkör 1. hely | Tizenhatoddöntő, vereség HC Vítkovice Ridera ellen (0-12) | 4  | 0  | 0     | 1    | 3  | 10   | 15   | -5  | 1 |

## Statisztikák
| Főszezon | Főszezon | Főszezon | Főszezon | Főszezon | Főszezon | Főszezon | Főszezon | Főszezon | Rájátszás                               | Rájátszás                        | Rájátszás                                         | Rájátszás                                  |
| Szezon   | LM       | GY       | GY. H.   | V. H.    | V        | G        | P        | Helyezés | Kvalifikáció                            | Negyeddöntő                      | Elődöntő                                          | Döntő                                      |
| -------- | -------- | -------- | -------- | -------- | -------- | -------- | -------- | -------- | --------------------------------------- | -------------------------------- | ------------------------------------------------- | ------------------------------------------ |
| 2022–23  | 50       | 17       | 3        | 4        | 26       | 125-157  | 61       | 10.      | Győzelem a HK Poprad ellen (3-0)        | Vereség a HC Košice ellen (1-4)  | -                                                 | -                                          |
| 2023–24  | 50       | 21       | 4        | 5        | 20       | 172-158  | 76       | 8.       | Győzelem a HK Dukla Trenčín ellen (3-2) | Győzelem a HK Poprad ellen (4-2) | Győzelem a HK Dukla Ingema Michalovce ellen (4-2) | Győzelem a HK Spišská Nová Ves ellen (4-0) |
| 2024–25  | 54       | 25       | 8        | 6        | 15       | 197:163  | 97       | 3.       | -                                       | Győzelem a HK Poprad ellen (4-2) | Győzelem a DOXXbet Vlci Žilina ellen (4-3)        | Vereség a HC Košice ellen (3-4)            |

## Játékoskeret

### Vezetőedzők
- 1963/1964 -
- 1964/1965 - Oliver Juhari
- 1965/1966 -
- 1966/1967 - Oliver Juhari
- 1967/1968 -
- 1968/1969 - Oliver Juhari
- 1969/1970 -
- 1970/1971 -
- 1971/1972 -
- 1972/1973 -
- 1973/1974 - Z. Halámek
- 1974/1975 -
- 1975/1976 - Jozef Golonka és Oliver Juhari
- 1976/1977 - Július Černický és J. Studenič
- 1977/1978 - Július Černický és Oliver Juhari
- 1978/1979 - Július Černický és Oliver Juhari
- 1979/1980 - Július Černický és Oliver Juhari
- 1980/1981 - Pavol Letko és Marián Oravec
- 1981/1982 - Pavol Letko és Marián Oravec
- 1982/1983 - Jaroslav Jiřík és Marián Oravec
- 1983/1984 - Jaroslav Jiřík és Marián Oravec
- 1984/1985 - Slavomír Bartoň és Marián Oravec
- 1985/1986 - Ervín Macoszek és Marián Oravec
- 1986/1987 - Ervín Macoszek (szezon közben František Oravec) és Marián Oravec
- 1987/1988 - Marián Oravec és Rudolf Uličný
- 1988/1989 - Marián Oravec (szezon közben Pavol Letko) és Rudolf Uličný
- 1989/1990 - Ondrej Výboh és Ľuboslav Socha
- 1990/1991 - Július Haas szezon közben Rudolf Uličný és Pavol Letko
- 1991/1992 - Rudolf Uličný és Pavol Letko
- 1992/1993 - Jaroslav Jiřík és Pavol Letko
- 1993/1994 - Jaroslav Jiřík és Pavol Letko
- 1994/1995 - Jaroslav Jiřík és Pavol Letko. Milan Barto cserélte őket, Vladimír Horčičák és Djulnear Saliji
- 1995/1996 - Rudolf Uličný és Vladimír Horčičák
- 1996/1997 - Miroslav Miklošovič és Slavomír Chlebec
- 1997/1998 - Ján Hegyi és Slavomír Chlebec
- 1998/1999 - Djulnear Saliji, Ján Podkonický és Milan Barto
- 1999/2000 - Ján Šimčík és Miroslav Miklošovič
- 2000/2001 - Miroslav Miklošovič és Dušan Barto
- 2001/2002 - Dušan Žiška és Miroslav Miklošovič-ot Jaroslav Walter és Dušan Barto váltotta
- 2002/2003 - Slavomír Chlebec és Stanislav Kubuš
- 2003/2004 - Juraj Boldiš és Karol Kolečánit Rudolf Uličný és Karol Kolečáni váltotta
- 2004/2005 - Rudolf Uličný és Karol Kolečáni
- 2005/2006 - Antonín Stavjaňa (a negyeddöntőig Ján Jaško) és Karol Kolečáni
- 2006/2007 - Rudolf Uličný a Miloš Fleischer, őket Ivan Dornič és Marcel Ozimák váltotta
- 2007/2008 - Rostislav Vlach és Jan Neliba szezon közben Jan Neliba és Ladislav Branikovič
- 2008/2009 - Jiří Kučera és Ivan Hrtús
- 2009/2010 - Peter Oremus és Miloš Paulovič
- 2010/2011 - Róbert Pukalovič a Rudolf Uličný a 10. fordulótól csak Rudolf Uličný, a 17. fordulótól Branislav Okuliar és Roman Stantien
- 2011/2012 - Branislav Okuliar és Roman Stantien, a 13. fordulótól Ján Jaško és Ladislav Branikovič, a 29. fordulótól Ladislav Branikovič és Karol Kolečáni, a 35. fordulótól Karol Kolečáni és Rudolf Uličný
- 2012/2013 - Antonín Stavjaňa és Karol Kolečáni
- 2013/2014 - Antonín Stavjaňa és Karol Kolečáni
- 2014/2015 - Antonín Stavjaňa és Andrej Kmeč
- 2015/2016 - Antonín Stavjaňa és Andrej Kmeč
- 2016/2017 - Andrej Kmeč és Dušan Milo
- 2017/2018 - Andrej Kmeč és Dušan Milo, szezon közben Andrej Kmeč, Dušan Milo és Antonín Stavjaňa

- Antonín Stavjaňa (2020-2022)[5]
- Normunds Sējējs (2022-2022)[6]
- Antonín Stavjaňa (2022-2024)[7]
- Andrej Kmeč (2024-napjainkig)[8]

## Klubidentitás

### Logó

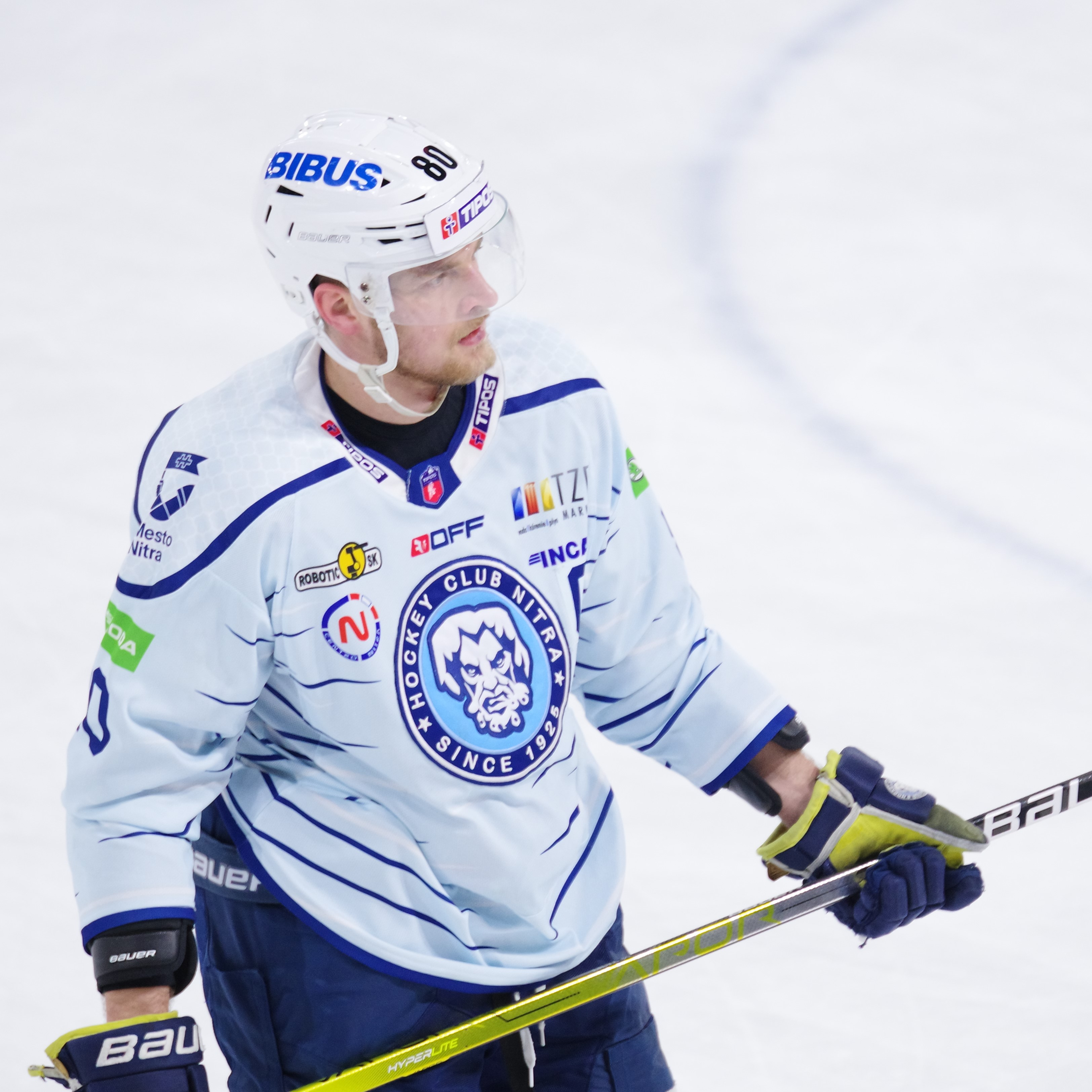
Tomáš Hrnka a HK Nitra logójával ellátott mezben

A klub logója Corgoň stilizált képe egy körben Hockey Club Nitra felirattal.

### Kabala
A csapat kabalafigurája a 2016-ban bemutatott, Corgi, aki a város mítikus szülöttéről, Corgoňról formáztak.

## Nézettség
| Szezon  | Átlagos nézőszám | Helyezés a ligában |
| ------- | ---------------- | ------------------ |
| 2021–22 | 1017             | 2.                 |
| 2022–23 | 2 414            | 5.                 |
| 2023–24 | 2 920            | 5.                 |
| 2024–25 | 2837             | 3.                 |

## Bajnokcsapatok
- HK Nitra 2015/2016
  - Edzők: Antonín Stavjaňa, Andrej Kmeč
  - Kapusok: Vlastimil Lakosil, Michal Valent
  - Védők: Filip Kuzma, Peter Podhradský, Peter König, Branislav Mezei, Jamie Milam, Peter Ordzovenský, Justin Baker, Dušan Milo
  - Csatárok: Edmund Piačka, Juraj Štefanka, Radoslav Macík, Miroslav Pupák, Henrich Ručkay, Filip Bajtek, Matej Bene, Tibor Kutálek, Matt Beca, Petr Stloukal, Marek Slovák, David Laliberté, Judd Blackwater

## Híres játékosok
- Žigmund Pálffy
- Jozef Stümpel
- Ľubomír Kolník
- Ivan Hrtús
- Jozef Daňo
- Ján Jaško
- Juraj Štefanka
- Dušan Milo
- Artūrs Irbe
- David Moravec
- Robert Kristan
- Branislav Mezei
- Peter Podhradský
- Šimon Nemec
- Adam Sýkora

## Jégcsarnok

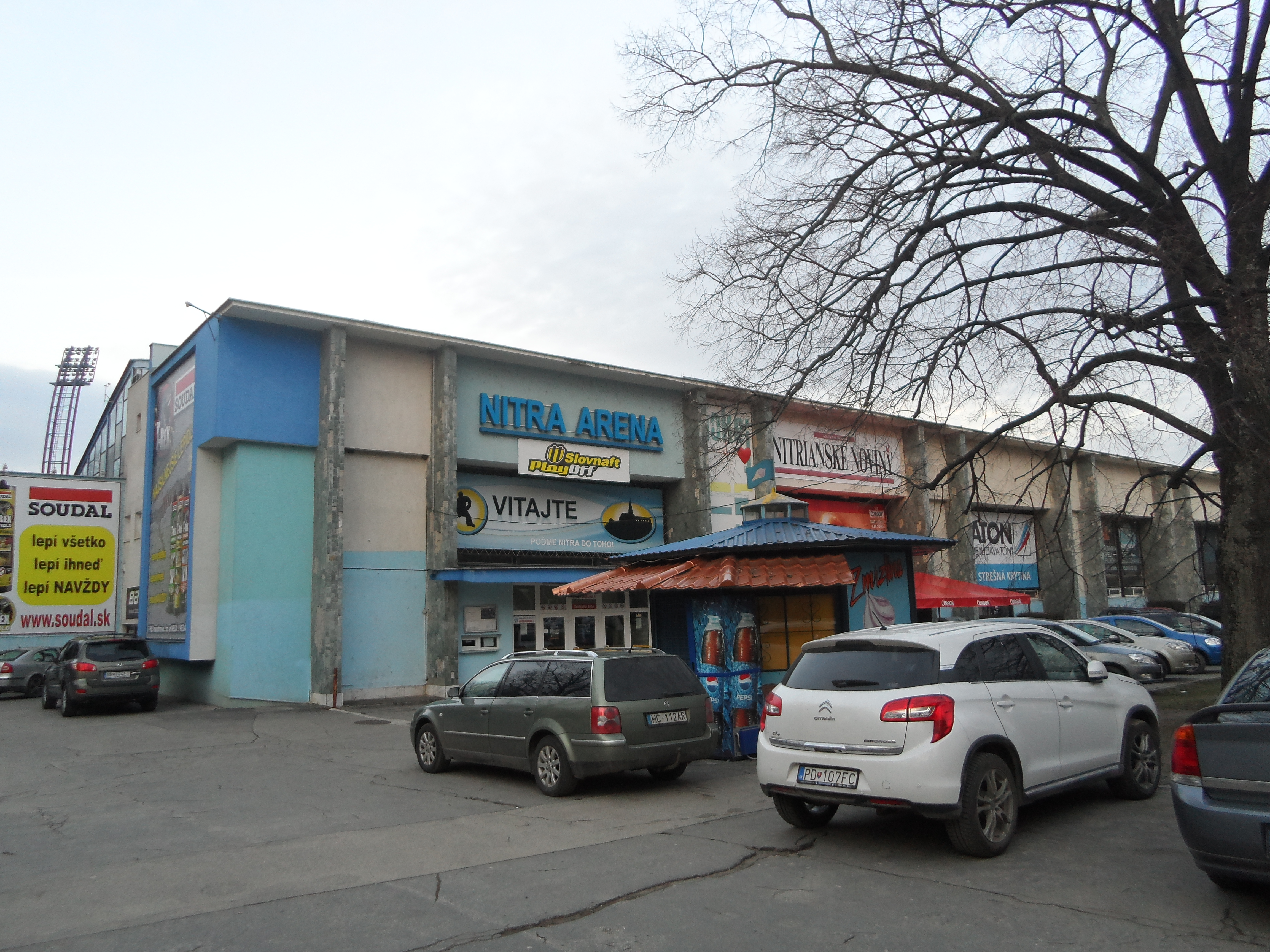
A Tipsport Aréna

A csapat jelenleg használt jégcsarnoka a Tipsport Aréna, ami 3 600 fő befogadására képes. A jégpályából 1966-ban lett fedett csarnok. A jégcsarnokban játszik a Európai Egyetemi Jégkorong Ligában szereplő Philosophers Nitra csapata is.

## Rivalizálások

### HK Nové Zámky
Az érsekújvári és a nyitrai csapat rivalizálása 2016 óta van jelen, amikor az érsekjúvári csapat feljutott a szlovák elsőosztályba. A két csapat székhelye egyaránt a Nyitrai kerületben van, ezért hívják sokszor kerületi rangadónak (krajské derby) nevezik, aminek keretében a kerület két legnagyobb városa mérkőzik meg egymással.